# Paraclis patriarhal
Paraclisul patriarhal este în cadrul Bisericii Ortodoxe Române un rang care la care pot fi ridicate lăcașele de cult.
În București există opt paraclise patriarhale:
- Paraclisul „Învierea Domnului” al Catedralei Mântuirii Neamului;
- Mănăstirea Antim;
- Biserica „Sfântul Antonie cel Mare” - Curtea Veche;
- Biserica „Sfântul Spiridon” - Nou;
- Biserica „Sfântul Mina” - Vergu;
- Biserica Așezămintele brâncovenești - Domnița Bălașa;
- Biserica „Sfântul Elefterie”
- Biserica „Parcul Domeniilor” - Cașin.[1]